# Байбурин, Зигангир Нургалиевич
Байбурин Зигангир Нургалиевич (встречаются вариации написания имени Джихангир, баш. Байбурин Йыһангир Нурғәле улы, 1852—1915) — депутат Государственной Думы III созыва от Оренбургской губернии. Секретарь Оренбургского мусульманского благотворительного общества. Происходил из башкирских крестьян.

## Краткая биография
В 1883 году, после окончания Уфимской гимназии, поступает на медицинский факультет Казанского университета. В 1887 году, из-за проблем со здоровьем, вовремя не смог приехать для сдачи экзаменов в Казань и был исключен из университета.
Работал помощником лекаря с жалованием 720 рублей в год в Оренбурге. Там он становится известным общественным деятелем среди мусульман, а в 1905 году стал председателем общественной комиссии для организации избирательной кампании среди мусульман города и губернии.
В 1906 году назначается секретарём Оренбургского мусульманского благотворительного общества, а затем избирается председателем Мусульманской народной партии (г. Оренбург), вошедшая в ноябре этого же года в состав «Иттифак эль-муслимин»).
14 октября 1907 года Зигангир Байбурин был избран депутатом Государственной Думы России ІII созыва, где был в составе мусульманской фракции. Являлся членом земской комиссии Думы.
Был избран делегатом III Всероссийского мусульманского съезда.